# جون ك. داونز
جون كينسينغتون داونز (1879 - 28 يناير 1944) هو سياسي كندي من مانيتوبا. خدم في الهيئة التشريعية لمانيتوبا من عام 1922 إلى عام 1927 كعضو مستقل.
ولد في بلات بريدج في لانكشاير في إنجلترا، وتلقى تعليمه في كلية سانت مارك في لندن. قام داونز بتدريس اللغة الإنجليزية والتاريخ في كلية ديوسيسان في بريتوريا في جنوب أفريقيا، وعاد لاحقًا إلى إنجلترا وقام بالتدريس في سوفولك وسومرسيتشاير. انتقل إلى وينيبيغ في عام 1912. خدم داونز مع الكتيبة 184 وبعد ذلك كضابط في فيلق سكة الحديد الكندي الحادي عشر خلال الحرب العالمية الأولى. عمل بعد الحرب في مجلس توطين الجنود. 
تم انتخاب داونز للهيئة التشريعية في مانيتوبا خلال فترة الجدل الإقليمي حول حظر الكحول. تم إدراج داونز في قائمة الاقتراع كمرشح مستقل، إلا أنه قدم نفسه كممثل لـ «رابطة الوسطية» في المقاطعة، داعمًا القيود المفروضة على بيع المشروبات الكحولية. ودعا إلى بيع البيرة «بالكأس» فقط في المؤسسات المرخصة للاستهلاك المحلي، وعارض الجهود المبذولة للسماح بالمبيعات «بالزجاجة» للاستهلاك المنزلي. لا يوجد مصدر واضح حول آراء داونز بشأن القضايا السياسية الأخرى.
تم انتخابه لعضوية الهيئة التشريعية في مانيتوبا في انتخابات المقاطعات لعام 1922 لدائرة وينيبيغ،  والتي انتخبت عشرة أعضاء عن طريق اقتراع واحد قابل للتحويل. احتل داونز المركز الثالث في الاقتراع الأول، وأعلن انتخابه في الفرز الحادي عشر. خدم كعضو معارض للسنوات الخمس التالية، وخاض الانتخابات مرة أخرى كمرشح «رابطة الوسطية» في انتخابات المقاطعات عام 1927. وكاد يحسر الانتخابات، حيث حل في المركز الحادي عشر في الفرز النهائي.
بعد تركه السياسة، عمل في لجنة مراقبة الخمور بالمقاطعة حتى تقاعده في عام 1939.
سعى داونز للعودة إلى الهيئة التشريعية في انتخابات المقاطعات عام 1941، حيث خاض الانتخابات كمستقل يعارض الحكومة الائتلافية في المقاطعة. أصبحت قوته السياسية هامشية بحلول هذا الوقت، وانتهى في المركز قبل الأخير في مجال بين سبعة وعشرين مرشحًا.
توفي في مستشفى دير لودج في وينيبيغ بعد صراع قصير مع المرض.
1. 1 2 3  "MLA Biographies - Deceased". Legislative Assembly of Manitoba. مؤرشف من الأصل في 2014-03-30.
2. 1 2  "J.K. Downs, Former M.L.A. Dies". Winnipeg Evening Tribune. 28 يناير 1944. ص. 5. مؤرشف من الأصل في 2020-08-31. اطلع عليه بتاريخ 2013-01-31.